# Nuncia coriacea
Nuncia coriacea är en spindeldjursart. Nuncia coriacea ingår i släktet Nuncia och familjen Triaenonychidae.

## Underarter
Arten delas in i följande underarter:
- N. c. cockayni
- N. c. coriacea